# Алмазов Олександр Іванович
Професор Олекса́ндр Іва́нович Алма́зов (нар. 1859, с. Замартиння, Лебедянський повіт, Тамбовська губернія, Російська імперія — пом. 1920) — освітній діяч Російської імперії, історик релігії. Науковець Казанської духовної академії, Імператорського Новоросійського університету, Імператорського Московського університету, а також Московській духовній академії.

## Життєпис
Народився 15 серпня 1859 року у селі Замартиння Лебедянського повіту Тамбовської губернії у родині диякона. Початкову освіту отримав у Лебедянському приходському училищі, потім навчався у Липецькому духовному училищі, яке закінчив 1874 року.
Шість наступних років він навчався у Тамбовській духовній семінарії, по закінченню якої поступив до Казанської духовної академії. 1880 року Алмазов зарахований до церковно-практичного відділу академії. На останньому році навчання він почав вивчати гомілетику, що дозволило йому закінчити курс із званням кандидата богослов'я та правом на отримання ступеня магістра. По закінченню 4-х річного курсу він залишився ще на рік при академії як професорський стипендіат кафедри літургіки. Працював у бібліотеках і архівах Казані, Санкт-Петербургу і Москви, де вивчав канонічні і літургійні пам'ятки, збирав свідчення про храми та богослужіння російської церкви за сказаннями західних іноземців XVI—XVII століття. Наслідком цієї праці стала магістерська дисертація «История чинопоследований крещения и миропомазания (I—XIX вв.)», яку він захистив 1885 року у раді духовної академії.
У дисертації вчений досліджував свідоцтва про таїнства Хрещення й Миропомазання та супроводжуючих їх церковних чинів, проаналізував історію літургійних формулярів таїнств за деякими рукописами XI—XVII століття. Робота була високо оцінена, за що 1886 року Олександр Іванович отримав Макаріївську премію. Після отримання ступеню магістра 26 вересня 1885 року Алмазова призначили викладачем практичного керівництва для пастирів літургіки і гомілетики у Симбірській духовній семінарії, а у вересні 1886 року повернули до Казані на посаду помічника інспектора місцевої духовної академії.
1887 запропоновано місце на кафедрі церковного права юридичного факультету Імператорського Новоросійського університету (нині — Одеський національний університет імені І. І. Мечникова). Рішенням ради університету був обраний екстраординарним професором церковного права, а з 1888 року виконував обов'язки секретаря юридичного факультету університету. У 1901—1902 роках він ще раз обирався на цю посаду. З 1890 року до 1892 року провів у закордонному відрядженні, збираючи матеріал для своєї наступної праці — «Тайная исповедь в Православной восточной церкви: опыт внешней истории». 1894 року в Одесі ця праця була видана у трьох томах, що склало основу докторської дисертації, яку 1896 року він захистив у Казанській духовній академії, з наданням ступеня доктора богослов'я. За це дослідження 1897 історик вдруге отримав премію митрополита Макарія, а рада Новоросійського університету надала йому звання ординарного професора.
У період 1902—1904 років Олександр Алмазов займав посаду декана юридичного факультету, а у 1910—1912 роках був проректором університету. Одночасно з педагогічною діяльністю вів активну наукову та громадську роботу як у сфері — вищої освіти, так і в житті православної церкви. 1905 року від Імператорського Новоросійського університету брав участь в Археологічному з'їзді у Катеринославі та строком на один рік відряджений за кордон із науковою метою. 1906 року рішенням Священного Синоду делегований у члени Передсоборного присутствія при Синоді, створеного для розробки та підготовки питань, представлених для розгляду на Помісному Соборі російської православної церкви.
1909 року Алмазов брав участь у четвертому обласному археологічному з'їзді дослідників історії Новгородської та Ростово-Суздальської землі у Костромі. За роки праці Олександр Іванович був відзначений багатьма нагородами: орденом Святого Станіслава І ступеня, Імператорського ордена Святого Рівноапостольного князя Володимира III ступеня, Святої Анни ІІ ст. 1906 року він отримав чин дійсного статського радника. 1912 року Олександру Алмазову Міністерством народної просвіти надано звання заслуженого ординарного професора та дозволено залишитися на службі ще на 5 років. Цього ж року його переведено на кафедру історії церкви історико-філологічного факультету Імператорського Московського університету, де він читав загальний курс історії церкви. З 1913 року професор одночасно викладав у Московській духовній академії. Згодом його призначено головою юридичних екзаменаційних комісій різних навчальних закладів: Харківського і Київського університетів року (1913), Ліцею імені цесаревича Миколи (1914), Московського університету (1915 рік).
Наприкінці 1917 року Алмазов виїхав з Москви до Одеси, де помер 15 березня 1920 року.
Був похований на Першому Християнському цвинтарі. 1937 року комуністичною владою цвинтар було зруйновано. На його місці був відкритий «Парк Ілліча» з розважальними атракціонами, а частина була передана місцевому зоопарку. Нині достеменно відомо лише про деякі перепоховання зі Старого цвинтаря, а дані про перепоховання Алмазова відсутні.

## Науковий доробок
Серед великої кількості праць основною його роботою є «Тайная исповедь в православной восточной церкви». У цьому творі на основі вивчених 189 грецьких, 12 південнослов'янських, 427 російських рукописей, а також багато чисельних друкованих видань дослідив історію чинопослідування сповіді у православній церкві X—XIX століть з екскурсами у більш ранні епохи. Відкриттям став доказ того факту, що російська редакція чинів сповіді, хоча в них широко використані тексти грецького і південнослов'янського походження, у цілому являє собою плід самостійної пастирської діяльності російських духовників. Слід відзначити роботу «Сведения о храмах и богослужении Русской Церкви по сказаниям западных иностранцев XVI—XVII вв.», в якій зібрав свідоцтва іноземних мандрівників про здійснення таїнств у російській церкві, тим самим привернувши увагу дослідників літургічних текстів до нової групи джерел. Один із визначних у науці публікаторів літургічних текстів, майже кожне його дослідження містить вичерпну публікацію джерел за темою.

### Наукові публікації
- История чинопоследований Крещения и Миропомазания (I—XIX вв.). — Казань, 1884;
- Сведения о храмах и богослужения Русской Церкви по сказаниям западных иностранцев XVI—XVII вв.// Православный собеседник. — № 2, 4, 6-8. — Казань, 1887;
- Тайная исповедь в Православной восточной церкви: Опыт внешней истории. В 3 т. — Одесса, 1894;
- К истории молитв на разные случаи: (Заметки и памятники)// ЛИФО при ИНУ. — Т. 6. Вып. 3. — 1896;
- Профессор Н. Ф. Красносельцев. — Одесса, 1898; Сообщения западных иностранцев XVI—XVII вв. о совершении таинств в Русской Церкви. — Казань, 1900;
- Врачевальные молитвы (К материалам и исследованиям по истории рукописного русского Требника) // ЛИФО при ИНУ. — Т. 8. Вып. 5. — 1900;
- К истории византийской отреченной письменности (Апокрифические молитвы, заклинания и заговоры). — Одесса, 1901;
- Неизданные канонические ответы Константинопольского Патриарха Луки Хрисоверга и митрополита Родосского Нила. — Одесса, 1903;
- Канонические ответы Иоасафа, митрополита Ефесского: (Малоизвестный памятник права Греческой Церкви XV в.). — Одесса, 1903;
- Испытание освященным хлебом (Вид «Божьего суда» для обличения вора): Греческий устав совершения его по рукописи XVII в., с кратким историческим очерком // ЗИНУ. — Т. 98. — Одесса, 1904;
- Святые — покровители сельскохозяйственных занятий (Из истории относящихся к ним греческих последований) // ЗИНУ. — Т. 98. — Одесса, 1904;
- Канонарий монаха Иоанна (К вопросу о первоначальной судьбе Номоканона Иоанна Постника) // ЗИНУ. — Т. 109. — 1907;
- Проклятие преступника псалмами. К истории суда Божьего в Греческой церкви. — Одесса, 1912.